# Bozhou, Hunan
Bozhou är en ort i Kina. Den ligger i provinsen Hunan, i den södra delen av landet, omkring 370 kilometer väster om provinshuvudstaden Changsha. Antalet invånare är 1 150.
Runt Bozhou är det ganska tätbefolkat, med 166 invånare per kvadratkilometer. Närmaste större samhälle är Wanshan, 17,5 km norr om Bozhou. I omgivningarna runt Bozhou växer i huvudsak blandskog.
Genomsnittlig årsnederbörd är 1 671 millimeter. Den regnigaste månaden är maj, med i genomsnitt 276 mm nederbörd, och den torraste är december, med 46 mm nederbörd.